# Похран
Похран — селище та муніципалітет, розташоване за межами міста Джайсалмер в окрузі Джайсалмер індійського штату Раджастхан. Віддалене місце в регіоні пустелі Тар, де було проведено перше підземне випробування ядерної зброї.

## Географія
Селище оточене скелями, піском і п’ятьма соляними хребтами, його назва на гінді «Покран» (पोखरण) означає «п’ять соляних хребтів».

## Історія

### Форт Похран
Форт Похран, цитадель XIV століття, також відома як «Балагарх», стоїть посеред пустелі Тар. Ця пам’ятка є головним фортом вождя Чампаватів, одного з клану Ратхорів штату Марвар-Джодхпур.

### Меморіал Саті Мата
На околиці міста є вільний доступ до Меморіалу Сатіо Девал Саті Мата, королівського кенотафу.

### Колишні правителі
Бхавані Сінгх  з Похрану(нар. 1911) був останнім джаґіром Похрану до здобуття Індією незалежності.

## Демографія
Згідно з переписом населення Індії 2011 року, населення Похрану становило 28 457 осіб. Чоловіки становлять 55% населення, а жінки 45%. Похран має середній рівень грамотності 56%, що нижчий, ніж середній по країні 74,0%: грамотність чоловіків становить 68%, а грамотність жінок – 41%. У Похрані 19% населення молодше 6 років.

## Похранський ядерний полігон
У муніципалітеті розташований полігон Похран, ключовий компонент ядерної програми Індії. Індійський ядерний полігон розташований за 45 км на північний захід від міста Похран і за 4 км на північ від села Хетолай. Випробувальний полігон був побудований Інженерним корпусом армії Індії та знаходиться під контролем армії Індії. Був побудований приблизно до травня 1974 року, коли, згідно з дозволом, наданим Центру атомних досліджень Бхабха тодішнім прем’єр-міністром Індірою Ганді, тут був підірваний перший в Індії ядерний пристрій.

### Похран-І
Це було перше успішне випробування ядерної бомби в Індії 18 травня 1974 року. Бомбу було підірвано на армійській базі Похрану індійською армією під наглядом кількох ключових індійських генералів.

### Похран-ІІ
11 і 13 травня 1998 року, через двадцять чотири роки після проводення випробування Похран-І, Індійська організація оборонних досліджень і розробок (DRDO) разом з  Комісією з атомної енергії (AEC) провели ще п'ять ядерних випробувань, які отримали назву «Похран-ІІ». Було випробувано чотири термоядерних бомби під кодовою назвою «Шакті».